# Oryzaephilus genalis
Oryzaephilus genalis là một loài bọ cánh cứng trong họ Silvanidae. Loài này được Halstead miêu tả khoa học năm 1980.